# Gran Telescopio Canarias
Gran Telescopio Canarias (GTC) je jeden z největších zrcadlových teleskopů na světě. Je součástí observatoře Roque de los Muchachos na ostrově La Palma na Kanárských ostrovech. Zkušební provoz s dvanácti zrcadlovými segmenty začal v noci ze 13. na 14. července 2007, slavnostní uvedení do plného provozu s 36 segmenty se konalo za přítomnosti španělského královského páru 24. července 2009.

## Popis

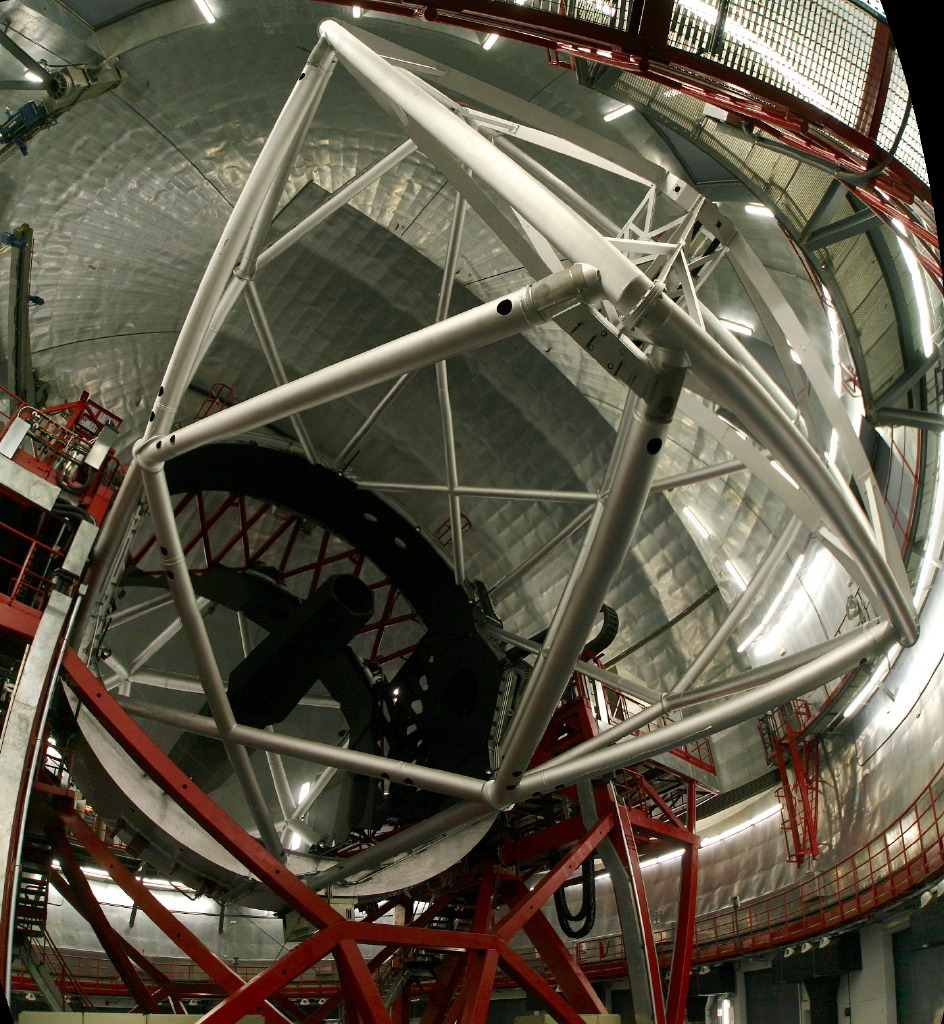
Vnitřní konstrukce

Gran Telescopio Canarias je zrcadlový teleskop s optickým systémem Ritchey-Chrétien. Primární zrcadlo je sestaveno z 36 nezávislých šestiúhelníkových zrcadel. Každé zrcadlo má diagonální délku 1,9 metrů, tloušťku 8,5 centimetrů a váží asi 500 kilogramů. Celkový průměr objektivu je 10,4 metrů. Sekundární zrcadlo má průměr 1176 mm, terciární zrcadlo je eliptické o rozměrech 1511 × 1063 mm. Dalekohled je vybaven adaptivní optikou.
Dalekohled je postaven na vulkanickém vrcholu v nadmořské výšce 2400 metrů a je umístěn v kopuli o průměru 33 metrů.

### Vybavení
Dalekohled umožňuje umístit vědecké přístroje do dvou Nasmythových ohnisek a jeden do Cassegrainova ohniska.
- OSIRIS (Optical System for Imaging and low-Intermediate-Resolution Integrated Spectroscopy) – zobrazovací kamera a spektrograf pro oblast viditelného světla (0,36 - 1 µm), který je umístěn v Nasmythově ohnisku B; jde o první přístroj, který byl s dalekohledem použit; je stále plně funkční, ale koncem roku 2018 má být demontován a od roku 2020 přemístěn do Cassegrainova ohniska,
- GTCAO+FRIDA (GTC Adaptive Optics + inFRared Imager and Dissector for Adaptive optics) – pokročilý systém adaptivní optiky a infračervená kamera (1 - 2,5 µm); začnou se instalovat koncem roku 2018 v Nasmythově ohnisku B; oba dohromady by měly být funkční roku 2020
- EMIR (Especrografo Multiobjecto Infra-Rojo) – zobrazovací kamera a spektrograf pro oblast blízkého infračerveného světla (0,9 - 2,5 µm); první přístroj tzv. druhé generace, je od roku 2017 umístěn v Nasmythově ohnisku A.

## Výstavba

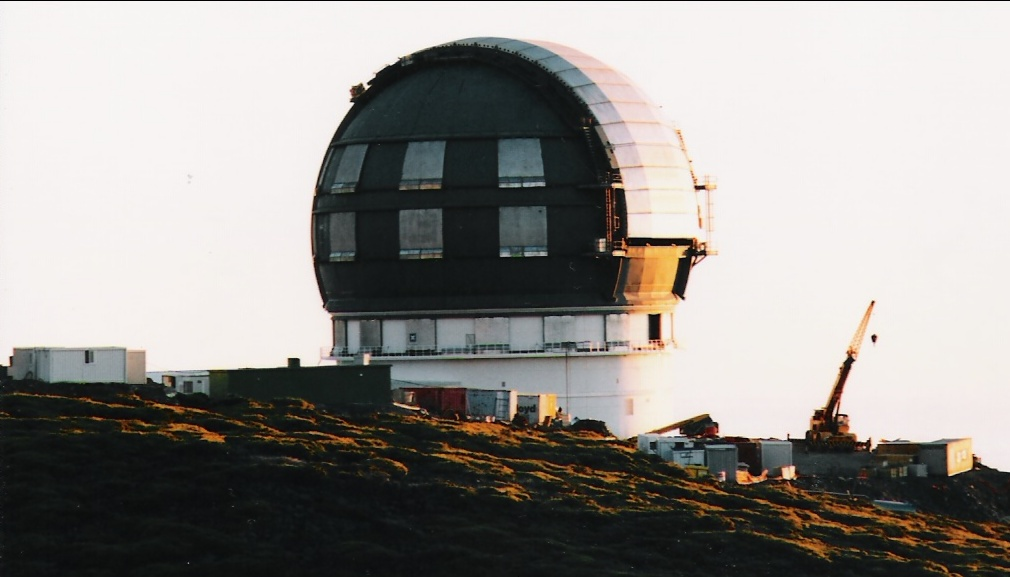
Dalekohled během výstavby (rok 2002)

Na výstavbě a provozu se podílelo především Španělsko 90 % (Instituto de Astrofísica de Canarias), Mexiko 5 % (Instituto de astronomía – IA, Instiuto Nacional de astrofísica, óptica y electrónica – INAOE) a USA 5 % (University of Florida), pozorovací čas je rozdělen dle investovaných prostředků. Celkové náklady na výstavbu byly 175 miliónů amerických dolarů.

### První světlo
Slavnostní ceremoniál uvedení do provozu (nazývaný první světlo, protože při něm dopadnou na zrcadlo dalekohledu první fotony při astronomickém pozorování) proběhl 13. července 2007. Prvním pozorovaným objektem byla Polárka.